# Major League Rugby 2023
La Major League Rugby 2023 fue la sexta edición del torneo profesional estadounidense de rugby.
A diferencia de la edición del año anterior, para esta temporada, los equipos Los Angeles Giltinis y Austin Gilgronis fueron excluidos de la competición.

## Modo de disputa
Cada equipo disputó 16 encuentros a lo largo de 18 semanas, contando con dos semanas libres para cada franquicia.
Los tres mejores equipos de cada conferencia se clasifican para la postemporada. El segundo y tercer clasificado disputan una semifinal cuyo vencedor se enfrenta posteriormente al mejor clasificado en la final de conferencia. El ganador de cada conferencia se clasifica para la Gran Final, donde se decide el campeón de la liga.

## Desarrollo
|  | Clasificado a la final de conferencia.    |
|  | Clasificado a semifinales de conferencia. |

### Conferencia Oeste
| Pos. | Equipo            | Encuentros | Encuentros | Encuentros | Encuentros | Tantos | Tantos | Tantos | PB | PB | Puntos |
| Pos. | Equipo            | PJ         | PG         | PE         | PP         | F      | C      | Dif    | BO | BD | Puntos |
| ---- | ----------------- | ---------- | ---------- | ---------- | ---------- | ------ | ------ | ------ | -- | -- | ------ |
| 1.º  | San Diego Legion  | 16         | 15         | 0          | 1          | 554    | 285    | +269   | 13 | 1  | 74     |
| 2.º  | Seattle Seawolves | 16         | 12         | 0          | 4          | 509    | 348    | +161   | 9  | 2  | 59     |
| 3.º  | Houston SaberCats | 16         | 10         | 0          | 6          | 484    | 413    | +71    | 11 | 2  | 53     |
| 4.º  | Utah Warriors     | 16         | 10         | 0          | 6          | 445    | 421    | +24    | 8  | 2  | 50     |
| 5.º  | Chicago Hounds    | 16         | 3          | 0          | 13         | 327    | 497    | -170   | 4  | 4  | 20     |
| 6.º  | Dallas Jackals    | 16         | 2          | 0          | 14         | 278    | 458    | -180   | 6  | 5  | 19     |

### Conferencia Este
| Pos. | Equipo                 | Encuentros | Encuentros | Encuentros | Encuentros | Tantos | Tantos | Tantos | PB | PB | Puntos |
| Pos. | Equipo                 | PJ         | PG         | PE         | PP         | F      | C      | Dif    | BO | BD | Puntos |
| ---- | ---------------------- | ---------- | ---------- | ---------- | ---------- | ------ | ------ | ------ | -- | -- | ------ |
| 1.º  | New England Free Jacks | 16         | 14         | 0          | 2          | 556    | 273    | +283   | 11 | 1  | 68     |
| 2.º  | Rugby New York         | 16         | 8          | 0          | 8          | 428    | 387    | +41    | 10 | 1  | 43     |
| 3.º  | Old Glory DC           | 16         | 7          | 1          | 8          | 408    | 443    | -35    | 11 | 2  | 43     |
| 4.º  | New Orleans Gold       | 16         | 7          | 0          | 9          | 339    | 435    | -96    | 6  | 1  | 35     |
| 5.º  | Rugby ATL              | 16         | 5          | 1          | 10         | 355    | 428    | -73    | 5  | 1  | 28     |
| 6.º  | Toronto Arrows         | 16         | 1          | 2          | 13         | 306    | 601    | -295   | 4  | 4  | 16     |

## Fase Final

### Semifinales de Conferencia

#### Semifinal Este
| 24 de junio de 2023 | Rugby New York | 33 - 37 | Old Glory DC |  |  |

#### Semifinal Oeste
| 25 de junio de 2023 | Seattle Seawolves | 37 - 26 | Houston SaberCats |  |  |

### Finales de Conferencia

#### Final Conferencia Este
| 1 de julio de 2023 | New England Free Jacks | 25 - 7 | Old Glory DC |  |  |

#### Final Conferencia Oeste
| 1 de julio de 2023 | San Diego Legion | 32 - 10 | Seattle Seawolves |  |  |

### Final
| 8 de julio de 2023 | San Diego Legion | 24 - 25 | New England Free Jacks | SeatGeek Stadium, Bridgeview, Illinois. |  |

| Bandera de Estados Unidos      |
| Campeón New England Free Jacks |
| Primer título                  |